# 紋斑絲鰕虎魚
紋斑絲鰕虎魚，又名紋斑猴鯊，为輻鰭魚綱虾虎鱼亚目鰕虎鱼科的其中一種

## 分布
本魚分布於印度太平洋區，包括莫三比克、馬爾地夫、臺灣、日本、越南、菲律賓、印尼、新幾內亞、帛琉、新喀里多尼亞、澳洲、關島、馬紹爾群島、薩摩亞群島、東加等海域。

## 深度
水深1至10公尺。

## 特徵
本魚體略呈圓柱狀，稍側扁；眼略突出，腹鰭癒合成吸盤。魚體灰白色，具數道深棕色寬橫帶，體側並具4至5個大斑，尾鰭圓形，背鰭硬棘7枚；背鰭軟條9至10枚；臀鰭硬棘1枚；臀鰭軟條9至10枚，體長可達10公分。

## 生態
本魚棲息在礁沙混合區或礁岩外圍的礫石地上，與槍蝦互利共生，屬雜食性，以底藻及小型底棲生物為食。

## 經濟利用
可當作觀賞魚。